# Отказобезопасность
Отказобезопасность — свойство технической системы при отказе некоторых её составных частей переходить в режим работы, не представляющий опасности для людей, окружающей среды или имущества.
Для технических систем повышенной опасности отказобезопасность является частным случаем отказоустойчивости — способности технической системы сохранять свою работоспособность после отказа одной или нескольких её составных частей. В реальных системах эти два свойства могут рассматриваться совместно.
В ряде областей техники отказобезопасность является обязательным требованием, предъявляемым государственными надзорными органами к техническим системам. В качестве примера можно привести электромагнитный замок на двери. При пропадании электричества в сети дверь останется открытой, что позволит покинуть помещение людям, например, в случае возгорания помещения.